# Moc kotłowa (parowóz)
Moc kotłowa – wydajność kotła parowozu w jednostce czasu – potocznie zdolność kotła do dostarczenia do silnika parowozu pary o parametrach roboczych takich jak ciśnienie i temperatura.
Z uwagi na swą specyfikę silnik parowozu wykazuje dużą zmienność w zapotrzebowaniu na parę. Największe zapotrzebowanie występuje przy wysokim wskaźniku napełnienia, szczególnie gdy wysoki wskaźnik napełnienia wiąże się z dużą prędkością parowozu. Ponieważ po ruszeniu składu stopniowo maleje zapotrzebowanie na siłę, maszynista parowozu nastawnikiem zmniejsza stopniowo wskaźnik napełnienia, podając przepustnicą stopniowo coraz wyższe ciśnienie pary na rozrząd – aby nie tracić energii w dławieniu przepływu pary na przepustnicy i aby jak najbardziej wykorzystać zdolność pary do rozprężania w cylindrze i wykonywania w tym momencie pracy użytecznej.
Z tego też względu moc kotłowa jest zwykle mniejsza niż chwilowa, maksymalna moc silnika parowozu. Jednakże brak rezerw kotła (zbyt mała moc kotłowa) skutkuje wyczerpywaniem się zasobów pary w kotle, co wiąże się z obniżeniem ciśnienia i temperatury pary zasilającej silnik parowozu i ogranicza to cechy trakcyjne parowozu. Aby to niekorzystne zjawisko usunąć konstruktorzy w niektórych kotłach (zob. Pt31) zastosowali rury cyrkulacyjne do zaprojektowanego po 1945 roku parowozu Pt47. Rury te bardzo poprawiały obieg wody w skrzyni ogniowej. Przy niezmienionych gabarytach i ogólnej konstrukcji walczaka znacznie poprawiła się moc kotłowa parowozu, co było szczególnie ważne na trudnym profilu trasy (stromy podjazd pod wzniesienie, ciężki skład, łuki o małym promieniu). W przypadku Ty45 zmiany były dużo bardziej widoczne – doszło do zmiany rozmiarów kotła, powierzchni ogrzewczej i przegrzewacza i tak narodził się Ty51 mający zdecydowanie większe zdolności trakcyjne. Duża moc kotłowa ułatwiała pracę drużyny parowozu, pozwalała np. odrobić pewne opóźnienie pociągu na szlaku. Odpowiednie wykorzystanie mocy kotłowej poprzez optymalne dobranie nastawnikiem wskaźnika napełnienia i przepustnicą ciśnienia pary na rozrządzie świadczyło o kunszcie maszynisty i oszczędnościach w zużyciu opału na potrzeby kotła.
Przykładowe parowozy w których występowało zjawisko wyczerpywania się kotła (mała moc kotłowa): Ty37, Ty45, Pt31
Przykładowe parowozy w których sporadycznie występowało zjawisko wyczerpywania się kotła (duża moc kotłowa): Ty51, Ty246, Pt47, Ol49